# Каньчуга
Каньчуга (пол. Kańczuga)  —  город  в Польше, входит в Подкарпатское воеводство,  Пшеворский повят.  Имеет статус городско-сельской гмины. Занимает площадь 7,61 км². Население — 3231 человек (на 2004 год).